# Classificació de la Copa del Món de futbol 2022
Per a la Copa del Món de Futbol 2022, disputada a Qatar, s'hi van inscriure un total de 211 seleccions que equival al total de seleccions nacionals elegibles pel procés de classificació. D'aquestes en sortiran 31 que disputaran la fase final de la Copa del Món 2022. Qatar s'hi classificà directament com a país organitzador. Tot dels 210 equips restants es dividiren segons la seva confederació de la següent manera:
- Europa: 54 equips competint per 13 places.
- Amèrica del Sud: 10 equips competint per 4 places més una a decidir amb un representant oceànic.
- Amèrica del Nord i el Carib: 35 equips competint per 3 places més una a decidir amb un representant asiàtic.
- Àfrica: 54 equips competint per 5 places.
- Àsia: 45 equips competint per 4 places més una a decidir amb un representant nord-americà, més Qatar classificada directament.
- Oceania: 11 equips competint per una plaça a decidir amb un representant sud-americà.

## Grups de classificació
La selecció francesa tot i ser la campiona de l'edició anterior no es va classificar automàticament i va haver de superar la ronda classificatòria.

### Europa (UEFA)
Per a la zona europea la classificació es farà en dues fases. La primera constarà de cinc grups de cinc equips i cinc grups de sis equips cadascun. Els primers de cada grup es classificaran directament per la Copa del Món 2022. Els 10 segons classificats dels grups i els dos equips de més alt nivell de la Lliga de Nacions que no s'hagin classificats passaran a la segona ronda. La primera constarà de tres grups de quatre equips i primers de cada grup es classificaran per la Copa del Món 2022.

### Amèrica del Sud (CONMEBOL)
Aquesta zona es disputa en un grup de classificació únic amb els 10 membres en partits tots contra tots. Els quatre primers es classificaran automàticament. El cinquè es classificarà pel playoff contra el campió oceànic però no per la Copa del Món.

### Àfrica (CAF)
La classificació del grup d'Àfrica es divideix en tres fases. A la primera s'enfronten els 26 equips amb pitjor coeficient FIFA, en eliminatòria directa a doble partit, dels quals 13 es classifiquen per a la següent fase. A la segona fase s'hi afegeixen els altres 27 equips 
(40 en total) que s'enfronten també en eliminatòria directa a doble partit. A la tercera fase, els 20 guanyadors es distribueixen en 5 grups de 4 equips. Els 5 primers de cada grup obtindran un bitllet per a la Copa del Món 2022.

### Oceania (OFC)
El format de la classificació del grup d'Oceania es divideix en dues fases. Els 11 equips d'OFC es dividiran en dos grups en funció del seu rànquing FIFA i jugaran partits de tornada al 2021 en llocs centralitzats. El campió i subcampió de cada grup passen a la segona ronda. El guanyador del classificació jugarà el play-off contra el cinquè classificat de la zona sud-americana.

### Àsia (AFC)
Les eliminatòries de l'AFC es desenvoluparen en tres fases. Les 12 seleccions amb pitjor coeficient FIFA van disputar la primera fase d'on sortiran 6 seleccions. Aquestes 6 i les 34 següents, inclòs l'amfitrió, Qatar, en el ranking FIFA disputaran la segona fase en forma de 8 grups de 5 equips, classificant-se els primers de grup i els 4 millors segons. Si Qatar finalitza com a guanyador del seu grup o com un dels quatre millors subcampions, el cinquè millor subcampió passarà a la tercera fase. A la tercera fase hi haurà 12 seleccions repartides en dos grups de sis. Els primers i segons de cada grup es classificaran directament per a la Copa del Món 2022 mentre que els tercers jugaran un play-off per a determinar quina selecció s'enfrontarà al representant nord-americà per a una altra plaça.

#### Equips classificats
| Equip     | Data de la qualificació | Aparicions anteriors |
| --------- | ----------------------- | -------------------- |
| Qatar (O) | 2 desembre 2010         | 0                    |

### Amèrica del Nord, Central i Carib (CONCACAF)
La classificació d'aquesta zona consta de 5 fases. La primera fase enfrontarà en eliminatòries directes a les 14 seleccions amb pitjor ranking FIFA. Els 7 guanyadors i les 13 seleccions següents al ranking s'enfrontaran a la segona fase en 10 emparellament. Els 10 guanyadors de la segona fase i més 2 equips es repartiran en 6 emparellaments directes. Els 6 guanyador més els 6 millors coeficients de la federació es repartiran de 3 grups de 4 d'on els primers i segons de cada grup es classificaran per a jugar la última fase que constarà d'un grup de 6 equips, del qual els 3 millors es classificaran directament per la Copa del Món i el quart classificat jugarà el play-off amb el representant asiàtic.